# Jelena Čižovová
Jelena Semjonovna Čižovová (rusky Елена Семёновна Чижова; * 4. května 1957, Petrohrad) je současná ruská spisovatelka, jež obdržela v roce 2009 prestižní ruské literární ocenění Ruský Booker (Русский Букер).

## Život a dílo
Je ředitelkou petrohradského PEN-klubu.

### České překlady
- Čas žen (orig. 'Время женщин'/Vremja ženščin). 1. vyd. Brno: Host, 2016. 239 S. Překlad: Adéla Koutná. Pozn.: Do díla, které započala psát již roku 2007, se snažila zakomponovat jazyk svojí babičky, tj. petěrburský dialekt.[4]